# Mistr hlavního oltáře z Döbeln
Mistr hlavního oltáře z Döbeln ("Meister des Döbelner Hochaltars") byl německý malíř činný na přelomu gotiky a rané renesance v letech 1500-1520 ve Freibergu.

## Život a dílo

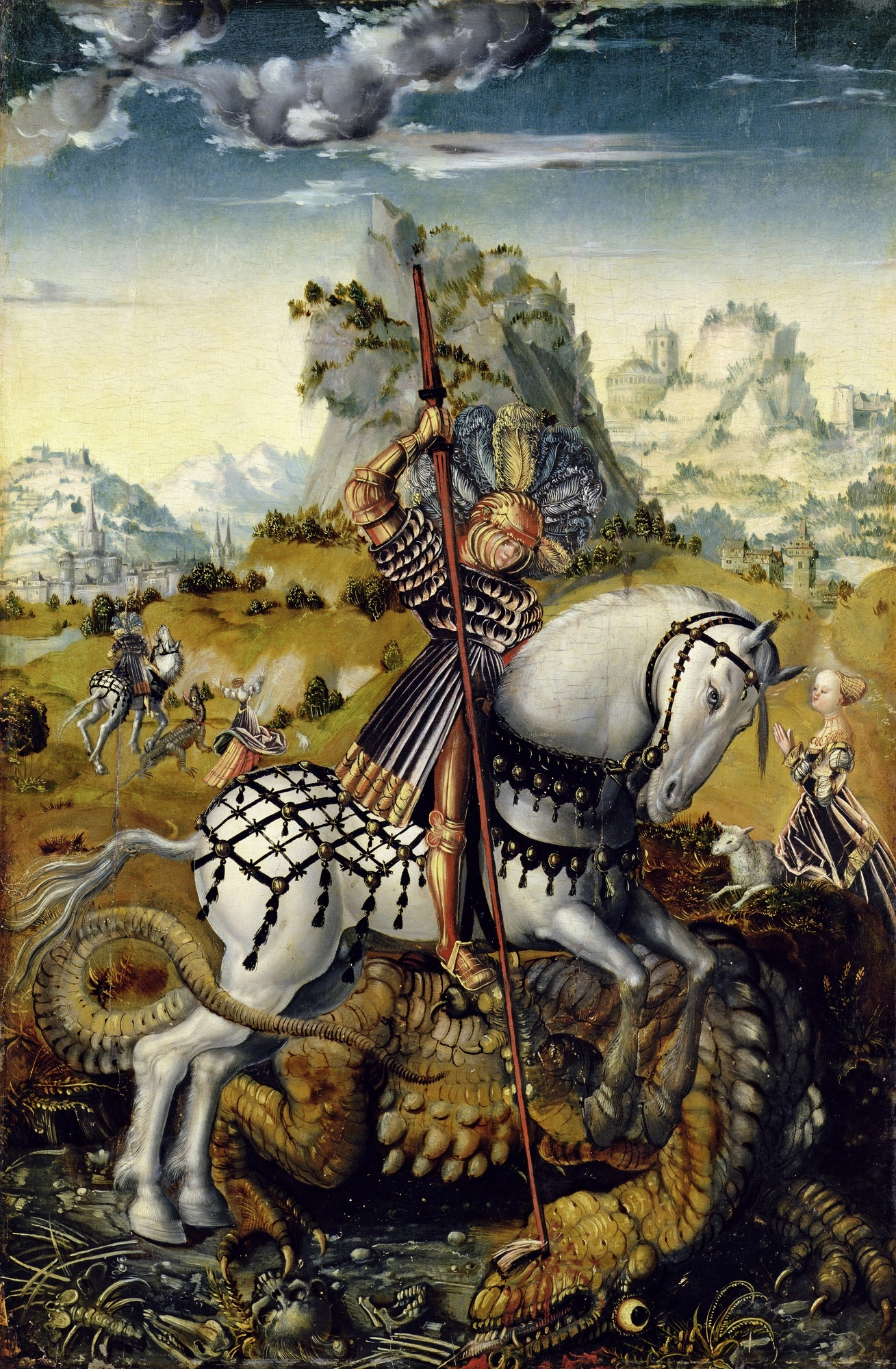
Sv. Jiří, Mistr hlavního oltáře z Döbeln, Hamburger Kunsthalle

Malíř byl žákem Lucase Cranacha staršího ve Wittenbergu nebo byl Cranachem silně ovlivněn. Působil jako svobodný mistr ve Freibergu a dodával oltářní desky do okolních kostelů. Je znám jako autor deskových obrazů, které jsou součástí jednoho z největších saských vyřezávaných oltářů v kostele sv. Mikuláše v Döbeln. Oltář o výšce 12,24 m vytvořil v letech 1515-1516 řezbář, který se vyučil u mistra označovaného jako „Meister der Freiberger Domapostel“.
Malíři jsou připisovány postavy apoštolů na zadní straně prvního páru pohyblivých křídel a osm výjevů se světci na zadní straně druhého páru pohyblivých a na pevných křídlech oltáře (mj. sv. Martin, sv. Jiří)
Oltář v kostele sv. Kateřiny ve Zwickau, z dílny Lucase Cranacha staršího, má jako ústřední scénu Umývání nohou. Na křídlech je kurfiřt Bedřich Moudrý (Friedrich III. Saský) se svým patronem sv. Bartolomějem a z druhé strany vévoda Jan Vytrvalý („Johann der Beständige“) s patronem sv. Jakubem.

### Známá díla
- Sv. Jiří (1510-1515), Kunsthalle Hamburg
- Hlavní oltář kostela sv. Mikuláše, Döbeln (1515-1516)
- část oltáře kostela sv. Kateřiny ve Zwickau (1520, připisováno dílně Lucase Cranacha st.)
- Kristus a 12 apoštolů, hlavní oltář kostela sv. Kunhuty v Rochlitz (1513), spolu s Hansem Dürerem
- bývalý hlavní oltář kostela sv. Mikuláše, Grimma (1519), nyní hřbitovní kostel Grimma
- oltář Gleisberg bei Nossen (1520, dílna)
- oltář Bobritz bei Riesa (1520, dílna)